# Quararibea velutina
Quararibea velutina é uma espécie de angiospérmica da família Bombacaceae.
Apenas pode ser encontrada no seguinte país: Peru.